# Fondo di finanziamento ordinario
Il fondo di finanziamento ordinario (FFO) è un finanziamento statale che costituisce una delle principali fonti di entrata per le università italiane.

## Storia
Istituito con dall'art. 5 della legge 24 dicembre 1993 n. 537 (legge finanziaria per l'anno 1994), si compone di due parti: una "quota base" ed una "quota di riequilibrio". La quota base viene attribuita automaticamente alle università, la quota di riequilibrio dovrebbe invece essere assegnata sulla base di parametri quantitativi.
La dotazione finanziaria del FFO per il 2012 è stata pari a 7,08 miliardi di euro e di 6,69 miliardi per il 2013.
Gli organi ministeriali, quali CRUI, CNSU e CUN sono tenuti a formulare ed approvare un parere in merito al finanziamento annuale.

## Composizione
Il sistema di base è stato modificato negli anni successivi. Per il 2008 la ripartizione del Fondo è stata effettuata col DM del 30 aprile 2008, emanato dal ministro Mussi, che all'art. 1 prevede che a ogni università venga assegnata "una quota pari al 95,15% del fondo di finanziamento ordinario assegnato al 31.12.2007 al netto degli interventi non consolidabili disposti nel passato esercizio" e assegna ulteriori risorse attraverso diverse disposizioni. In parallelo, sul FFO è intervenuto il Decreto interministeriale del 30 aprile 2008.
L'art. 5 del DPR 25 luglio 1997 n. 306 ha inoltre stabilito che il finanziamento della contribuzione studentesca non possa eccedere il 20% dell'importo dei fondi annuali erogabili dall'F.F.O..

## Modifiche legislative successive
La legge 6 agosto 2008, n. 133, art. 66, comma 13, ha ridotto il FFO "di 63,5 milioni di euro per l'anno 2009, di 190 milioni di euro per l'anno 2010, di 316 milioni di euro per l'anno 2011, di 417 milioni di euro per l'anno 2012 e di 455 milioni di euro a decorrere dall'anno 2013". L'art. 2 del decreto-legge 10 novembre 2008, n. 180, convertito con modificazioni dalla legge 9 gennaio 2009, n. 1, ha stabilito che una quota non inferiore al 7 per cento del fondo è ripartita prendendo in considerazione: 
1. la qualità dell'offerta formativa e i risultati dei processi formativi;
2. la qualità della ricerca scientifica;
3. la qualità, l'efficacia e l'efficienza delle sedi didattiche.

Questa quota premiale del Fondo è stata aumentata dal decreto-legge 21 giugno 2013, n. 69 (cosiddetto decreto del fare) convertito con modificazioni dalla l. 9 agosto 2013, n. 98, che l'ha determinata (art. 60) in misura non inferiore al 16 per cento per l'anno 2014, al 18 per cento per l'anno 2015 e al 20 per cento per l'anno 2016, con successivi incrementi annuali non inferiori al 2 per cento e fino ad un massimo del 30 per cento. Di tale quota almeno tre quinti sono ripartiti tra le università sulla base dei risultati conseguiti nella Valutazione della qualità della ricerca (VQR) e un quinto sulla base della valutazione delle politiche di reclutamento, effettuate a cadenza quinquennale dall'Agenzia nazionale di valutazione del sistema universitario e della ricerca (ANVUR). L'applicazione di queste disposizioni non può però determinare la riduzione della quota del Fondo per il finanziamento ordinario spettante a ciascuna università e a ciascun anno in misura superiore al 5 per cento dell'anno precedente.
I criteri per la ripartizione del FFO per il 2013 sono stati stabiliti col DM 8 agosto 2013, n. 700.  I criteri di ripartizione della quota premiale e dell'intervento perequativo del Fondo per lo stesso anno 2013 sono stati stabiliti col DM 20 dicembre 2013, n. 1051, Il decreto ha stabilito l'assegnazione  alle Università a fini premiali di una quota del 13,5% del totale delle risorse disponibili al netto degli altri interventi previsti dallo stesso decreto. La ripartizione di tale quota è stata disposta per il 34% sulla base dei criteri finalizzati a premiare la qualità dell'offerta formativa e dei risultati dei processi formativi di ogni ateneo e per il 66% sulla base di criteri finalizzati a premiare la qualità della ricerca scientifica. Il 90% della somma attribuita in relazione alla qualità della ricerca scientifica è stata ripartita sulla base dei risultati della VQR 2004-2010.
I criteri per la ripartizione del FFO per il 2014 sono stati stabiliti col DM 4 novembre 2014, n. 815, che ha destinato alla quota premiale circa il 18% del totale delle risorse disponibili. Il decreto interministeriale 9 dicembre 2014, n. 893, in attuazione della l. 30 dicembre 2010, n. 240 (art. 5, comma 1, lettere a e b) e del decreto legislativo 27 gennaio 2012, n. 19 (art. 8, comma 2),  ha stabilito il costo standard unitario di formazione per studente in corso, al quale è collegata la ripartizione del venti per cento della quota base del FFO; nel 2018 l'intera quota base del FFO dovrà essere ripartita sulla base del costo standard. La disciplina del costo standard per studente delle Università statali è stata poi rinnovata dall'art. 12 del decreto-legge 20 giugno 2017, n. 91, convertito in legge 3 agosto 2017, n. 123.
La legge di stabilità 2015 ha incrementato il FFO di 150 milioni di euro annui, a decorrere dal 2015, al fine di incrementare la quota premiale suddetta (l. 23 dicembre 2014, n. 190, art. 1, comma 172). La stessa legge ha anche disposto una riduzione del FFO di 34 milioni di euro per l'anno 2015 e di 32 milioni di euro annui a decorrere dal 2016 in considerazione di una razionalizzazione della spesa per acquisti di beni e servizi da effettuare a cura delle Università (art. 1, comma 339).